# Sheila B. Devotion
Sheila B. Devotion was een discogroep onder leiding van de Franse zangeres Sheila. De groep was actief tussen 1977 en 1980. De groep stond onder verschillende namen bekend, waaronder ook "Sheila and B. Devotion", "Sheila and the Black Devotion" of "S.B. Devotion". De grootste hits had de groep met uitgaven onder de naam Sheila B. Devotion.

## Biografie
Voor de oprichting van de discogroep scoorde Sheila talloze hits in Frankrijk, en soms in andere Europese landen, in de jaren zestig en zeventig. Als solo-zangeres had Sheila veertien albums uitgebracht in de periode tot aan 1977.
In 1977 veranderde ze haar publieke imago volledig toen Sheila B. Devotion werd opgericht. Ze probeerde een meer volwassen stijl in haar muziek over te brengen en stapte over op Engelstalige teksten. De B. Devotion-groep bestond uit de drie Amerikaanse achtergrondzangers/dansers Dany MacFarlane, Freddy Stracham en Arthur Wilkins). Met deze groep stapte ze over naar de discomuziek, dat eind jaren 1970 op haar hoogtepunt was.
Vanwege de muzikaal andere weg die Sheila was ingeslagen, wou haar vaste platenlabel Polydor het werk van de discogroep niet uitgeven. Het kleine Franse label Carrere bracht de debuutsingle "Love Me Baby" uit in mei 1977. Bij de eerste druk van de single werd de groep S.B. Devotion genoemd. Zo bleef Sheila enigszins uit de wind voor het geval de single niet aansloeg.
Nadat de single in Frankrijk een grote radiohit werd, werd het viertal aangeduid als "Sheila B. Devotion" (en "Sheila and B. Devotion" in de VS). Naast Frankrijk haalde de single ook de top 40 in België, Italië, West-Duitsland en Nederland.
De tweede single van de groep was een disco-cover van het nummer "Singin in the Rain", en was succesvoller. Begin 1978 werd het in licentie gegeven aan Casablanca Records voor release in de Verenigde Staten, waar het een clubhit werd. Deze single haalde de top 40 in België (#2 in Vlaanderen, #1 in Wallonië), Nederland (#4), Duitsland (#6), Zweden (#2) en het VK (#11). In de Amerikaanse dance-hitlijst werd de dertigste plek gehaald.
In 1979 paste de groep haar naam officieel aan in Sheila & B. Devotion, de naam die tot die tijd op de Amerikaanse markt al gebruikt werd. 
Na het eerste album, Singin' in the Rain, met beide bovengenoemde singles, bracht de groep in 1980 een tweede album, King of the World uit. Voor dit album werd samengewerkt met Nile Rodgers en Bernard Edwards van de Amerikaanse popgroep Chic. De single "Spacer" van het album bereikte in een aantal Europese landen de hitlijst en was een Alarmschijf.
Kort na de release van de single "King Of The World" gingen Sheila & B. Devotion uit elkaar. Omdat haar originele Franse fans niet erg te spreken waren over haar uitstapje naar de disco, besloot Sheila om eerst een Engelstalig popalbum, Little Darlin', op te nemen, voordat ze weer overstapte naar Franstalige muziek.

## Discografie

### Albums
| Titel               | Albumdetails                         | Piekgrafiekposities | Piekgrafiekposities | Piekgrafiekposities | Piekgrafiekposities |
| Titel               | Albumdetails                         | AUS                 | BEL (WA)            | FRA                 | ZWE                 |
| ------------------- | ------------------------------------ | ------------------- | ------------------- | ------------------- | ------------------- |
| Singin' in the Rain | - Uitgebracht: 1977 - Label: Carrere | 48                  | —                   | 168                 | 8                   |
| King of the World   | - Uitgebracht: 1980 - Label: Carrere | —                   | 21                  | 199                 | —                   |

### Singles
- "Love Me Baby"
- "Singin' in the Rain"
- "You Light My Fire"
- "Hôtel de la plage"
- "Seven Lonely Days"
- "Spacer"

### NPO Radio 2 Top 2000
Van Sheila (and) B. Devotion stond alleen Singin' in the Rain in 2000 in de NPO Radio 2 Top 2000, op plek 1994.